# 辽宁青少年足球俱乐部
辽宁青少年足球俱乐部是辽宁省体育局组建的一支球队，具有体育行政性质，并不是一个真正意义上的职业足球俱乐部。

## 历史
1996年，为参加乙级联赛，由辽宁青年队组建而成。
2001年8月16日被辽宁足球俱乐部收购。
2002年1月17日更名为辽宁星光足球俱乐部，年底，因需与辽宁足球俱乐部剥离，将球队和中甲参赛资格一并转让给南京有有。
2003年，又重组了一支辽宁青年队参加乙级联赛。2005年末被安徽九方足球俱乐部收购。
2013年，拟参加辽宁全运会的辽宁全运代表队，仍以辽宁青年队的名义参加乙级联赛，与本俱乐部并无关系。

## 战绩
| 年份   | 冠名         | 联赛级别 | 名次         |
| ------ | ------------ | -------- | ------------ |
| 1997年 | 辽宁青年     | 青年联赛 | 第四名       |
| 1998年 | 辽宁创业     | 乙级联赛 | 八强         |
| 1999年 | 辽宁三元建材 | 乙级联赛 | 八强         |
| 2000年 | 辽宁青年     | 乙级联赛 | 四强         |
| 2001年 | 鞍山银海锅炉 | 乙级联赛 | 亚军         |
| 2002年 | 葫芦岛宏运   | 甲B联赛  | 第六名       |
| 2003年 | 辽宁葫芦岛   | 乙级联赛 | 东北区第四名 |
| 2004年 | 铁岭天信     | 中乙联赛 | 北区第七名   |
| 2005年 | 辽宁青少年   | 中乙联赛 | 总决赛八强   |